# Vincetoxicum ovatum
Vincetoxicum ovatum är en oleanderväxtart som beskrevs av George Bentham. Vincetoxicum ovatum ingår i släktet tulkörter, och familjen oleanderväxter. Inga underarter finns listade i Catalogue of Life.